# South Dennis (Massachusetts)
South Dennis es un lugar designado por el censo ubicado en el condado de Barnstable en el estado estadounidense de Massachusetts. En el Censo de 2010 tenía una población de 3.643 habitantes y una densidad poblacional de 296,24 personas por km².

## Geografía
South Dennis se encuentra ubicado en las coordenadas 41°42′15″N 70°9′2″O / 41.70417, -70.15056. Según la Oficina del Censo de los Estados Unidos, South Dennis tiene una superficie total de 12.3 km², de la cual 11.78 km² corresponden a tierra firme y (4.19%) 0.52 km² es agua.

## Demografía
Según el censo de 2010, había 3.643 personas residiendo en South Dennis. La densidad de población era de 296,24 hab./km². De los 3.643 habitantes, South Dennis estaba compuesto por el 94.02% blancos, el 1.81% eran afroamericanos, el 0.36% eran amerindios, el 0.58% eran asiáticos, el 0.08% eran isleños del Pacífico, el 1.21% eran de otras razas y el 1.95% pertenecían a dos o más razas. Del total de la población el 1.59% eran hispanos o latinos de cualquier raza.